# Walkaway Joe
Walkaway Joe è un film del 2020 diretto da Tom Wright, al suo debutto da regista.

## Promozione
Il primo trailer del film viene diffuso l'8 aprile 2020.

## Distribuzione
La pellicola è stata distribuita on demand a partire dall'8 maggio 2020.